# 小笠原茂連
小笠原 茂連（おがさわら しげつら、1840年（天保11年） - 1868年10月8日（慶応4年8月23日））は、江戸時代後期の土佐藩の武士、迅衝隊第三番隊長。通称は謙吉（けんきち）。先祖の本姓は三河奥平氏。

## 来歴
1840年（天保11年）、土佐藩上士（馬廻格・250石）小笠原茂房(弥八郎)の二男として高知城下（現高知県高知市江ノ口）に生まれる。小笠原唯八の実弟。先祖は三河奥平氏で、徳川家康に仕えた家柄。（詳細は小笠原茂連の系譜を参照）
平素より尊皇の志高く、1868年（慶応4年）、戊辰戦争に際しては官軍土佐藩の主力部隊である迅衝隊の第三番隊長に任ぜられ従軍する。
甲州勝沼の戦いなどを初め各地を転戦し功名を挙げる。
1868年（慶応4年）8月23日、賊魁の潜む会津城攻撃に際し、敵弾を受けて兄・小笠原唯八(牧野群馬茂敬)らと共に討死。享年29。
墓は会津の東明寺（現 福島県会津若松市）にある。
みたまは高知縣護國神社と靖国神社に奉祀されている。

## 家族
- 父：小笠原茂房（弥八郎）
  - 兄：小笠原茂敬（唯八, 牧野群馬茂敬）
  - 本人：小笠原茂連（謙吉）

（詳細は小笠原茂連の系譜を参照）

## 補註
1. 1 2 3 4  『御侍中先祖書系圖牒』旧山内侯爵家蔵
2. 1 2 3 4  “『板垣精神 -明治維新百五十年・板垣退助先生薨去百回忌記念-』”.  一般社団法人 板垣退助先生顕彰会 (2019年2月11日). 2020年9月1日閲覧。